# Речная долина (картина Сегерса)
«Речная долина» (нидерл. Rivierdal) — картина голландского живописца Геркулеса Сегерса (ок. 1589/90–1640). Создана около 1626/1630 года. Хранится в коллекции Государственного музея в Амстердаме (инв. №SK-A-3120).
На переднем плане картины изображён крутой откос с деревьями и кустами, погружёнными в тень, создавая подобие кулис, из темноты которых открывается залитая солнцем сцена. Художник показывает желтоватый каменистый берег с домами и людьми, стоящими на дороге, голубую ленту реки и зелёную долину с разъезженной дорогой и полуразрушенным замком. По бокам виднеются скалы, а на горизонте тает в синеватой дымке горная гряда. По мере проникновения в глубину свет меняет интенсивность: от тёмного к яркому, затем постепенно угасает. По оценке И. Кравченко, картина одновременно напоминает ренессансный пейзаж и является образцом пейзажной живописи Нового времени:

…всё здесь проникнуто драматизмом, написано со знанием законов световоздушной среды и, несмотря на то, что выдумано, должно быть отнесено к реалистическому искусству.
Картина была приобретена Государственным музеем в мае 1931 года.

## Ссылка
- Информация на сайте музея (англ.)